# Belényesi Ferenc
Nagyváradi Belényesi Ferenc (? – 1670 után) jószágkormányzó, alispán, egyházi író.
Református vallású nemes. 1660 körül Bihar vármegye egyik alispánja volt, 1664-ben főharmincados Kassán, később I. Apafi Mihály erdélyi fejedelem javainak kormányzója. Tudományosan képzett ember volt, több munkát is írt, melyek közül azonban csak a következő jelent meg nyomtatásban: Isten eleibe fel-bocsátandó lelki áldozatok. Kolozsvár, 1670.